# Тупак Амару II
Тупак Амару II (шп. Túpac Amaru II; Тинта, 19. март 1742 – 18. мај 1781) је био вођа устанка Кечуа Индијанаца против Шпанаца који је избио у 1780. године и био је први велики устанак са индепендистичким тежњама у Вицекраљевству Перуу. Право име Тупак Амаруа је било Хосе Габријел Кондорканки Ногера (шп. José Gabriel Condorcanqui Noguera) и верује се да је био потомак последњег Инке, Тупака Амаруа I. Рођен је у Тинти, у Перуу, 19. марта 1742, а погубљен је у Куску, 18. маја 1781.
Иако је устанак био угушен у крви, Тупак је касније постао митска фигура у борби Перуанаца за независност као и у покрету за права Кечуа домородаца у Перуу.

## Биографија
Праунук последњег Инке, Тупак Амаруа I, Хосе Габријел Кондорканки је био рођен у Тинти, у провинцији Куско, и образовао се у језуитском духу у школи Сан Франсиско де Борха. Године 1760. оженио се са Микаелом Бастидас Пујукава (шп. Micaela Bastidas Puyucahua).
Кондорканки је потом постао поглавица Тунгасуке и Пампамарке и владао је тим земљама у име шпанског гувернера. Видевши тешке услове у којима су живели домороци, тражио је од шпанских власти да побољшају услове рада у фабрикама текстила, рудницима и пољима, али без успеха. На крају је узео име свог прадеде, почео да се облачи у домородачком Кечуа стилу, подигао је устанак и ухватио и погубио шпанског корехидора Тинте, Антонија де Аријагу (шп. Antonio de Arriaga), 1780. године.

## Устанак
Претерани намети, мита (обавезан рад у рудницима, наметнут домородачком становништву) и злоупотребе корехидора били су главни узроци за избијање устанка кечуа домородаца 4. новембра 1780. године у Тинти. Још један битан разлог је била расподела земље коју је извршио нови вицекраљ, Августин Хауреги и Алдекоа (шп. Agustín de Jáuregui y Aldecoa). Нове прерасподела је директно ишла науштрб поседа Кондорканкија, који је исту видео као експропријацију великог дела своје земље.
На челу са Кондорканкијем, овај народни устанак је био највећи устанак у историји вицекраљевства. На самом почетку, устанак је признао ауторитет шпанске круне и ограничио се на захтеве за променама у административној организацији вицекраљевства које би заузставиле злоупотребе корехидора. Кад је избио 4. новембра, устанак је ишао директно против корехидора Тинте, Антонија Аријаге, који је био истог дана ухваћен и погубљен. Касније се устанак проширио на велики део јужних планина вицекраљевства.
Иако је у принципу Тупакова намера била да се бори против злоупотребе власти од стране Шпанаца, није могао да избегне да се овај сукоб претвори у расну борбу (домороци против Европљана и креола). Након многих борби и велике победе над 1.200 Шпанаца у бици код Санграре, Тупак Амару је одлучио да ипак не зада одлучујући ударац на вицекраљевском тргу у Куску северно од Санграре. Уместо тога, распоредио је своје трупе у Тунгасуки (данас провинција Канас, на југу Сангаре). Неки извори наводе да је Тупак Амару посегнуо за овом тактиком с циљем да омогући дијалог са шпанским властима. Међутим, тиме је дозволио Шпанцима да се организују у Куску и да сачекају појачање које им је послао вицекраљ из Лиме, Арекипе и Ваманге, тако да су Шпанци задали дефинитиван ударац устаницима 8. јануара 1781.

## Погубљење
Дана 18. маја 1781. године, на тргу Армас у Куску, Тупак Амару је према пресуди био присиљен да присуствује погубљењу целе своје породице. Онда су му везали руке и ноге за репове четири коња како би га рашчеречили, међутим, без успеха, тако да се на крају одлучило да се погуби одсецањем главе, а да се тело потом раскомада. Његова глава је била набијена на копље и изложена у Куску и Тинти, његове руке су биле послате у Тунгасуку и Карабају, а његове ноге у Левитаку и Санта Росу (данашња провинција Чумбивилкас). Једини преживели члан његове породице је био његов малолетни син од 12 година који је био одведен у Шпанију и тамо провео остатак живота утамничен.
Упркос неуспеху устанка и погубљењу Тупака и целе његове породице, Шпанци нису успели да потпуно угуше устанак који се наставио под вођством Тупаковог полубрата, Дијега Кристобала Тупак Амаруа и проширио се на боливијанску висораван, регион Хухуј и североисток Аргентине.

## Утицаји

### Перу
Име и слава Тупак Амаруа су се проширили таквом брзином да су га побуњени домороци у долини Касанаре у региону Нова Гранада прогласили краљем Америке. Нови поглавица Инка је у јануару 1782. године успео да склопи договор са шпанским властима — побуњеници ће да положе оружје, а Шпанци неће вршити никакву одмазду, помиловаће све побуњенике и побољшаће лош положај домородачког становништва.
Каснији креолски устанци такође су усвојили име Тупака Амаруа како би добили подршку домородаца, као што је то био случај са Тупак Катаријем који је подигао устанак у области која данас чини саставни део Боливије.
Устанак Тупак Амаруа II означио је почетак борбе за осамостаљењем у перуанској историји након периода од скоро три века који је ова земља провела као шпанска колонија. Тупак Амару се сматра симболом борбе за перуанску независност и дан данас многе домородачке групе са Анда као и левичарске групе се називају његовим именом.
У Перуу, војна влада генерала Хуана Веласка Алварада присвојила је стилизовани грб Тупака Амаруа као симбол револуционарне владе оружаних снага. Такође је дато Тупаково име једном од најлуксузнијих салона у Палати владе.
С друге стране, Тупаково име је присвојила и терористичка организација Револуционарног покрета Тупак Амару (шп. Movimiento Revolucionario Tupac Amaru) која је деловала на територији Перуа између 1985. и 1997. Ова организација је постала позната у свету по кризи коју је изазвала отмицом јапанске амбасаде током владавине бившег председника Перуа, Алберта Фуџиморија.

### У свету
Тупамарос (шп. Tupamaros), такође познати и као Покрет националног ослобођења или МЛН (шп. Movimiento de Liberación Nacional), била је још једна револуционарна група која је деловала између шездесетих и седамдесетих година 20. века у Уругвају, и која је прихватила име Тупака Амаруа из поштовања према његовом лику и делу.
У САД, хип-хоп певач, Тупак Шакур такође је узео ово име као уметничко име, инспирисан животом и делом Тупака Амаруа II.